# Водоснабжение Екатеринбурга
Водоснабжение Екатеринбурга — это процесс обеспечения бесперебойной подачи доброкачественной воды от источника до потребителя в количестве, необходимом для функционирования Екатеринбургской агломерации.
Водоснабжение Екатеринбурга представляет собой сложный комплекс инженерных сооружений и процессов, условно разделенных на три составляющих:
1. Забор сырой воды из источников водоснабжения и транспортировка до станций водоподготовки;
2. Подготовка воды в соответствии с санитарными правилами и нормами;
3. Транспортировка питьевой воды потребителям в жилую застройку, на предприятия города и источники теплоснабжения и обеспечение нужд пожаротушения города

## Цифры и факты
Доля предоставления услуг водоснабжения МУП «Водоканал» составляет 87 %. Доля потребления по категориям абонентов от общего водопотребления составляет:
- Население – 39,2 %;
- Промышленность, бюджетные организации и прочие потребители (с учётом сверхлимитного потребления) – 19,4 %;
- Подготовка ГВС – 20,2 % (в т.ч. неподготовленная вода для СУГРЭС 21,2 %).

| Показатель                                                                                  | Ед. изм.        | Значение (2012 год) |
| ------------------------------------------------------------------------------------------- | --------------- | ------------------- |
| Объем воды, используемый для водоснабжения города                                           | тыс. м3/ год    | 166102,84           |
| Максимальная производительность фильтровальных станций по чистой воде на выходе             | тыс. м3/ сут    | 616,8               |
| Общая протяженность сетей водоснабжения в однотрубном исчислении на балансе МУП «Водоканал» | км              | 1653,9              |
| Удельный показатель аварийности на сетях водоснабжения                                      | аварий / км*год | 1,3                 |
| Доля неучтенных расходов и потерь воды в общем процессе водоподготовки и транспортировки    | %               | 25,86               |
| Количество пожарных гидрантов на балансе МУП «Водоканал»                                    | шт.             | 4548                |